# Artur Hazelius
Artur Immanuel Hazelius (30 de noviembre de 1833 y 27 de mayo de 1901) fue un profesor, erudito, folclorista y director de museo sueco. Fue el fundador del Museo Nórdico (Nordiska museet) y del Skansen museo al aire libre en Estocolmo. 

## Antecedentes
Hazelius nació en Estocolmo (Suecia) como hijo de Johan August Hazelius (1797-1871), oficial del Ejército sueco (con el grado terminal de general de división), político y publicista. Ingresó en la Universidad de Uppsala en 1854, y se doctoró en 1860, tras lo cual trabajó como profesor, además de participar en varios proyectos de reforma de los libros escolares y de la lengua.
En 1869 Hazelius fue secretario de la sección sueca en el congreso ortográfico escandinavo de Estocolmo (det nordiska rättstavningsmötet), y publicó sus actas en 1871. Las reformas radicales de la ortografía sueca que allí se propusieron suscitaron la oposición de la Academia Sueca.  Esto dio a Johan Erik Rydqvist (1800-1877) la energía para publicar Svenska Akademiens ordlista (SAOL), la primera edición muy conservadora del diccionario ortográfico de la Academia en un volumen en 1874. Sin embargo, muchas de las propuestas del congreso se introdujeron en la sexta edición del mismo diccionario en 1889 (e-ä, qv-kv) y el resto (dt, fv, hv) en una reforma ortográfica para las escuelas suecas, introducida en 1906 por el ministro de educación Fridtjuv Berg (1851-1916). Berg reconoció que Hazelius había sentado las bases para todas las reformas ortográficas posteriores.

## Carrera

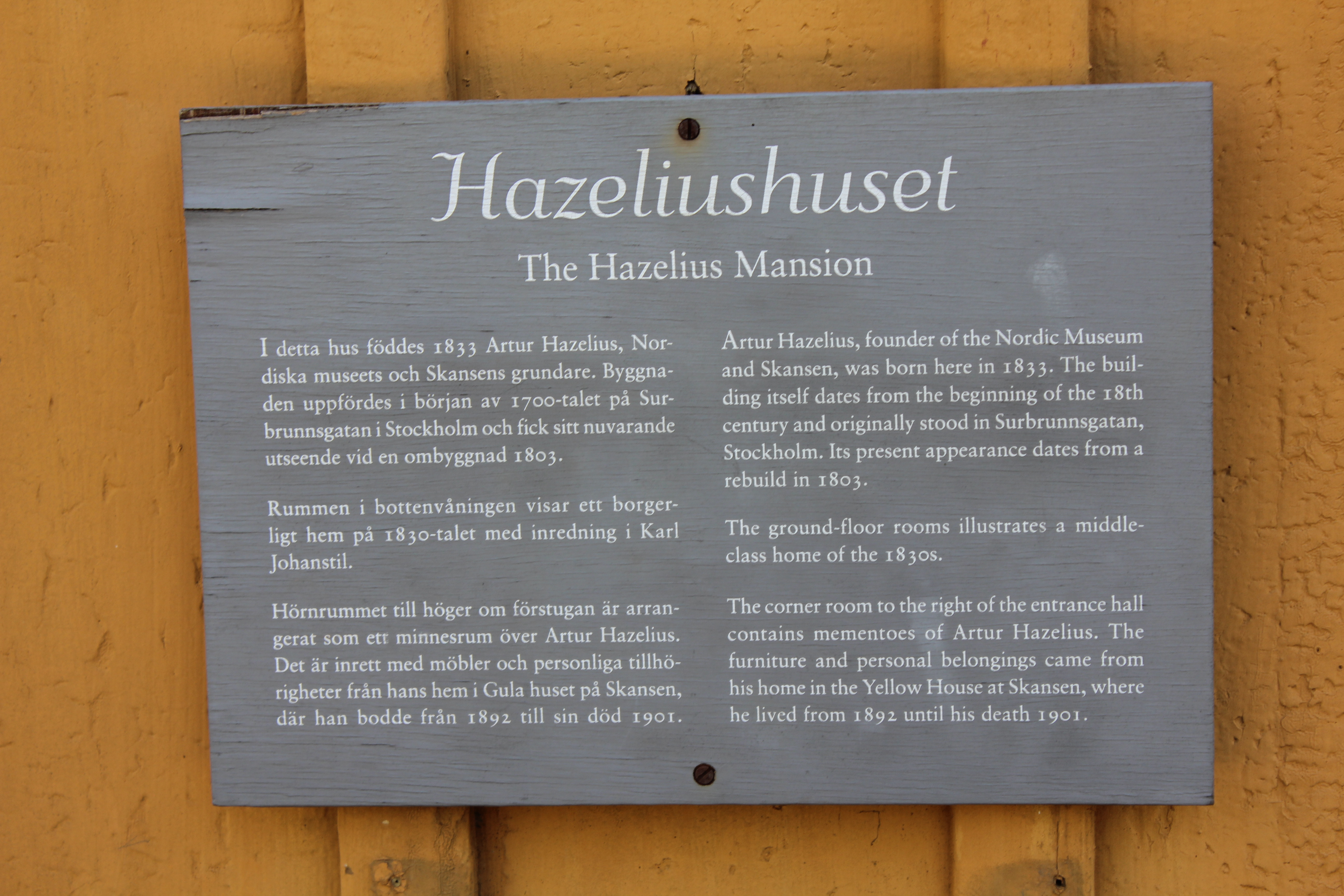
Placa en Skansen

Durante sus viajes por el país, Hazelius observó cómo la cultura popular sueca, incluida la arquitectura y otros aspectos de la cultura material, se estaba erosionando bajo la influencia de la industrialización, la migración y otros procesos de la modernidad, y en 1872 decidió fundar un museo de etnografía sueca, originalmente (1873) llamado colección etnográfica escandinava (Skandinavisk-etnografiska samlingen), a partir de 1880 el Museo Nórdico (Museo Nórdico, actualmente Museo Nórdico). En 1891 creó el museo al aire libre Skansen, que se convirtió en el modelo de otros museos al aire libre del norte de Europa. Tuvo la idea tras una visita al primer museo al aire libre del mundo, el Norsk Folkemuseum, establecido cerca de Oslo en 1881.
Hazelius era muy amigo del patólogo sueco Axel Key, con quien compartía varios intereses comunes y ayudó a fundar el museo. Ambos "obtuvieron un reconocimiento especial en la Exposición Universal de París de 1878, donde el museo fue aclamado en todo el mundo". Key también presidió la junta del museo durante varios años.
Para el museo nórdico, Hazelius compró o consiguió donaciones de objetos -muebles, ropa, juguetes, etc. - de toda Suecia y de los demás países nórdicos; se interesaba sobre todo por la cultura campesina, pero sus sucesores empezaron a coleccionar cada vez más objetos que reflejaban también el estilo de vida burgués y urbano. Para Skansen recogió edificios y granjas enteras.
Aunque al principio el proyecto no obtuvo la financiación gubernamental que esperaba, Hazelius recibió un amplio apoyo y donaciones, y en 1898 la Sociedad para la promoción del Museo Nórdico (Samfundet för Nordiska Museets främjande) contaba con 4.525 miembros. El Riksdag asignó alg

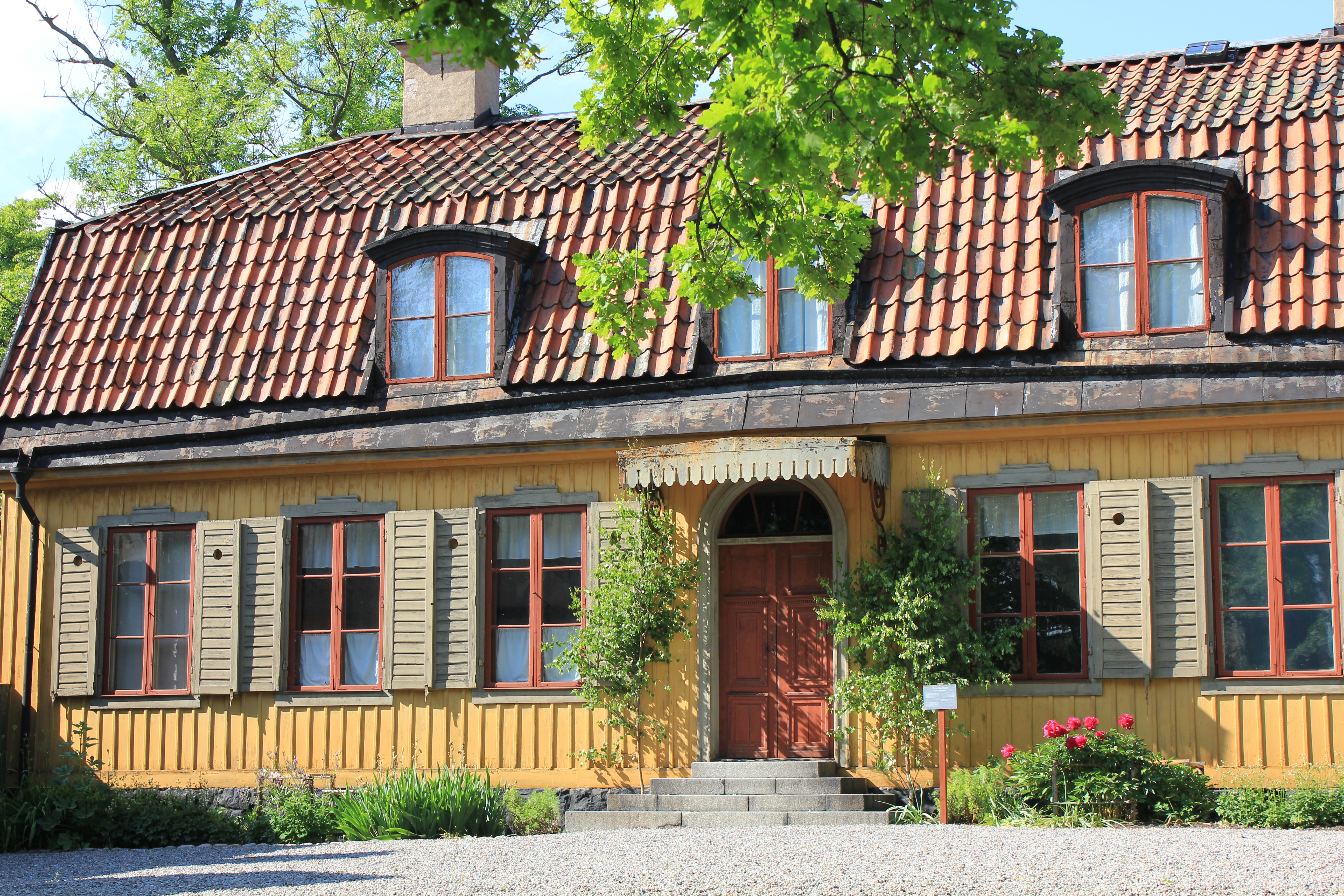
Hazeliushuset en Skansen

o de dinero para los museos en 1891 y duplicó la cantidad en 1900, el año anterior a su muerte. 

## Vida personal
Hazelius estaba casado con Sofia Elisabeth Grafström (1839-1874), hija de Anders Abraham Grafström, historiador, sacerdote y miembro de la Academia Sueca.
Durante los últimos años de su vida, Hazelius vivió en Hazeliushuset, uno de los antiguos edificios de Skansen. Murió el 27 de mayo de 1901 y el 4 de febrero de 1902 fue enterrado en una tumba de Skansen.
Su único hijo Gunnar Hazelius (1874-1905) le sucedió como conservador del Museo Nórdico. La hija de Gunnar Hazelius, Gunnel Hazelius-Berg (1905-1997) fue posteriormente historiadora de vestuario y textiles en el Museo Nórdico. Su marido, el profesor Gösta Berg (1903-1993) fue director del Museo Nórdico y de Skansen de 1956 a 1963 y director general de la Fundación Skansen a partir de 1964.

## Otras fuentes
- Artur Hazelius: Biography from Svenskt biografiskt handlexikon, Vol. I (1906), p. 467f. (in Swedish)
- Artur Hazelius: Biography from Nordisk familjebok, 2nd ed., Vol. 11, col. 148ff.